# Alexandre Letellier
Alexandre Letellier (París, Francia, 11 de diciembre de 1990) es un futbolista profesional francés. Juega como portero y actualmente esta sin equipo.

## Carrera

### París Saint-Germain
Nacido en París, Letellier comenzó su carrera con el París Saint-Germain e hizo 14 apariciones en la liga para el equipo de reserva durante la campaña 2009-10.

### Angers S. C. O.
Letellier se unió al Angers en el verano de 2010, pero no logró ingresar al primer equipo en sus primeros dos años con el club. Hizo su debut profesional en la victoria por 2-1 sobre el F. C. Nantes en la Coupe de la Ligue el 7 de agosto de 2012, y jugó su primer Ligue 2 partido para Angers más tarde la misma temporada, manteniendo la portería a cero en el empate 0-0 en el Chamois Niortais el 12 de abril de 2013.
En julio de 2019, Letellier se unió al equipo de Eliteserien Sarpsborg en calidad de préstamo hasta fin de año.

### Regreso al Paris Saint-Germain
El 25 de septiembre de 2020, Letellier regresó al Paris Saint-Germain. Firmó un contrato de un año con el club.
Formó parte del plantel campeón de Supercopa de Francia 2020.

## Palmarés

### Títulos nacionales
| Título               | Club                      | País    | Año  |
| -------------------- | ------------------------- | ------- | ---- |
| Superliga de Suiza   | B. S. C. Young Boys       | Suiza   | 2018 |
| Ligue 1              | París Saint-Germain F. C. | Francia | 2022 |
| Supercopa de Francia | París Saint-Germain F. C. | Francia | 2023 |
| Ligue 1              | París Saint-Germain F. C. | Francia | 2023 |
| Ligue 1              | París Saint-Germain F. C. | Francia | 2024 |
| Copa de Francia      | París Saint-Germain F. C. | Francia | 2024 |